# Екологічний злочин
Екологічний злочин — незаконне діяння, яке завдає прямої шкоди довкіллю. Ця незаконна діяльність стосується довкілля, дикої природи, біорізноманіття та природних ресурсів. Міжнародні організації, такі як G7, Інтерпол, Європейська Унія, програма ООН з довкілля, Міжрегіональний дослідницький інститут злочинності та правосуддя ООН, визнали наступні екологічні злочини:
- Злочин проти дикої природи: незаконна торгівля видами, що перебувають під загрозою зникнення, всупереч Конвенції про міжнародну торгівлю видами фауни та флори, що перебувають під загрозою зникнення (CITES);
- Незаконний видобуток корисних копалин: контрабанда озоноруйнівних речовин (ОРВ) всупереч Монреальському протоколу 1987 року про речовини, що руйнують озоновий шар;
- Злочини, пов'язані з забрудненням: скидання та незаконна торгівля небезпечними відходами всупереч Базельській конвенції 1989 року про контроль за транскордонним переміщенням небезпечних та інших відходів та їх видаленням;
- Незаконне, незареєстроване та нерегульоване рибальство всупереч контролю, встановленому різними регіональними організаціями управління рибальством;
- Незаконна вирубка та пов'язана з нею торгівля краденою деревиною з порушенням національного законодавства.[1]

Екологічні злочини становлять майже третину злочинів, скоєних такими організаціями, як; корпорації, партнерства, спілки, трасти, пенсійні фонди та некомерційні організації. Це четверта найбільша злочинна діяльність у світі, і щороку вона зростає на п'ять-сім відсотків. Ці злочини підлягають кримінальному переслідуванню. Інтерпол сприяє міжнародному співробітництву поліції та допомагає своїм країнам-членам в ефективному забезпеченні виконання національних і міжнародних екологічних законів і договорів. Інтерпол почав боротися з екологічними злочинами в 1992 році.

## Витрати
Міжнародні злочинні угруповання та групи бойовиків отримують прибуток від розкрадання природних ресурсів, і ці незаконні прибутки стрімко зростають. Тероризм і навіть громадянські війни є наслідками екологічних злочинів. За даними ЮНЕП та Інтерполу, у червні 2016 року вартість екологічних злочинів на 26 відсотків вища за попередні оцінки та становить 91–258 мільярдів доларів США порівняно з 70–213 мільярдами доларів США у 2014 році, перевищуючи незаконну торгівлю стрілецькою зброєю. Більше половини цієї суми можна віднести на вирубку лісів.

## Екологічні злочини в Європейському Союзі
В рамках Європейського Союзу шлях до ефективного застосування законодавства про екологічні злочини був зовсім не простим. Важливу роль відіграє Директива про екологічні злочини, документ 2008 року, спрямований на захист навколишнього середовища за допомогою кримінального права. Попри те, що деякі дослідження показують, що відбулося зниження невідповідності екологічній політиці державами-членами після більш ніж десятиліття після публікації першої Директиви, як частини Європейської зеленої угоди, Європейська комісія подала пропозицію щодо нової Директиви з метою посилення правозастосування та судового переслідування екологічних злочинів шляхом використання більш чітких визначень і санкцій, крім типових штрафів і тюремного ув'язнення.

## Причини екологічних злочинів
Причини екологічних злочинів включають економічні стимули, регулятивні та соціальні/культурні фактори.
- Незаконна діяльність обумовлена нормативними актами, що створюють різницю у вартості між легальними та нелегальними продуктами, витратами на відповідність у різних країнах, попитом на дефіцитні продукти та відсутністю турботи про довкілля.[6]
- Незаконна діяльність є наслідком відсутності належного регулювання, включно з нездатністю визначити та/або захистити права власності.[6]
- Незаконна діяльність існує через проблеми із правозастосуванням, включаючи придатність регулювання/методології правозастосування, витрати на відповідність, контрольне захоплення, брак ресурсів та інфраструктури, політичної волі та/або досвіду, корупцію та політичні та економічні зриви.[6]

## Екологічна кримінологія
Екологічна кримінологія вивчає поняття злочинів, правопорушень і шкідливої поведінки проти навколишнього середовища та починає досліджувати роль, яку суспільства, включаючи корпорації, уряди та громади, відіграють у створенні екологічної шкоди. Зараз кримінологія починає визнавати вплив людини на довкілля та те, як правоохоронні та судові органи вимірюють шкоду, завдану навколишньому середовищу, і призначають санкції порушникам. Екологічні злочини впливають не лише на землю, воду, повітря, а й на здоров'я дітей. Згідно зі статтею, опублікованою в Environmental Health Perspectives у 2016 році, «Еволюція та розширення охорони здоров'я дітей довкілля за останні два десятиліття були надзвичайними. Управлінням з охорони навколишнього середовища США було докладено значних зусиль для вирішення проблеми особливої сприйнятливості дітей, і наша робота продовжує вирішувати нові проблеми навколишнього середовища, щоб гарантувати, що дитяче середовище вільне від небезпек і підтримує здоровий розвиток».